# Rinako Inaki
Rinako Inaki (Kumamoto, 2003) es una deportista japonesa que compite en gimnasia rítmica, en la modalidad de conjuntos. Ganó dos medallas de bronce en el Campeonato Mundial de Gimnasia Rítmica de 2021, en las pruebas de 5 con pelota y 3 con aro + 2 con mazas.

## Palmarés internacional
| Campeonato Mundial | Campeonato Mundial | Campeonato Mundial | Campeonato Mundial      |
| Año                | Lugar              | Medalla            | Prueba                  |
| ------------------ | ------------------ | ------------------ | ----------------------- |
| 2021               | Kitakyushu (Japón) | Medalla de bronce  | 5 con pelota            |
| 2021               | Kitakyushu (Japón) | Medalla de bronce  | 3 con aro + 2 con mazas |